# 佐藤晃 (ミュージシャン)
佐藤 晃（さとう あきら、1965年5月20日 - 、AB型）は歌手、作詞家、作曲家、アレンジャーである。宮崎県高千穂町出身。二人組男性ロックユニット「infix（インフィクス）」のギタリストとして知られる。

## 略歴
久留米大学経済学部卒。大学在学中より音楽活動をはじめ、卒業後長友仍世らと共にinfixの前身となるロックバンド「THE NEWS」を結成。1992年、アポロンよりメジャーデビューを果たす。近年は他アーティストへの楽曲提供やアイドル、アニメ音楽のサウンドプロデュース、自身のソロ活動、高橋広樹との「平成ギター兄弟 (仮)」、湖月わたる、宮城伸一郎（TULIP）などのライヴサポート活動も行っている。プロデューサーとしてはビクターミュージックアーツに籍を置いている。
二枚目のルックスが特徴であり、長友仍世曰く「infixのビジュアル系」。かつては女性と見紛うほどの長髪で、1993年夏頃には腰の辺りまで伸ばしており、FM佐賀「サンセットブールバード」にゲスト出演した際にリスナーの質問に対し「股間で結べる位まで伸ばしたい」と答えていたが、夏のツアー直後に少しカットした。その後も10thシングル「涙を味方にして」までは長髪を通していた。
松本典子は従姉妹にあたる。
東京区議会議員に同姓同名の「サトウアキラ」が存在しており、その時は相方の長友と大爆笑したという。

## 提供作品
- 岩崎宏美
  - 「花のように」（アルバム「Thanks」収録）(作曲)
- ももいろクローバーZ
  - 「宙飛ぶ!お座敷列車」（アルバム「5TH DIMENSION」収録）(作曲)
  - 「希望の向こうへ」（アルバム「白金の夜明け」収録）(作曲・編曲)
- 井上玲音、井上ひかる　
  - 「いのうえのうた」（配信曲・「プッチベスト18」収録）(作曲・編曲)
- 飯窪春菜、金澤朋子
  - 「おバカねこと おバカねこバカのうた」（配信曲・「プッチベスト18」収録）(作曲・編曲)

### アニメ
- テニスの王子様
  - 「道しるべ」「気楽に行こう」「楽園へ」「エメラルドライン」「ガーデニングの歌」「ロンググッドバイ」など全18曲 (作曲)
- テレビ東京 「RAGNAROK THE ANIMATION」
  - オープニングテーマ 「We are the Stars」 (作詞・作曲・編曲)
  - エンディングテーマ 「Alive」 (作詞・作曲・編曲)
- 日本テレビ系 「ふなっしーのふなふなふな日和」
  - オープニングテーマ「今日もふな日和」 (作曲)

### 特撮
- 手裏剣戦隊ニンニンジャー
  - 「さぁ行け!ニンニンジャー!」 (作曲・編曲)

### 子供番組
- おとうさんといっしょ
  - 「ボサボサボッサ」 (編曲)
  - 「ハイパーミラクルシューズ」 (編曲)

### パチンコ提供楽曲
- CRウイングマン
  - 挿入歌「No. 99 （ナンバー・ナインティナイン）」「夕日のセピア」 (作曲・編曲)

### プロデュース作品
- 宇都宮隆
  - 「cage」（アルバム「TEN to TEN」収録）
- ネイバーユース
  - シングル「ソフトサイダー」「透明空気」「Fuzzyday」「結局君が好きなのさ」アルバム「僕の中でゆれているもの」「Ready Steady Go！」ほか
- 北野志保理
  - シングル「So!」「Dreaming」
- 樽木栄一郎
  - アルバム「Modern Sleep Mode」
- MONSTER ROCKET
  - アルバム「UNCHAIN」
- infix
  - シングル「ACTIVE BOY」
- イダセイコ
  - アルバム「井田屋」「井田屋」
- e-nice girls
  - 松本みなみ「Julia」
  - 安田美沙子「may be tomorrow」
  - 森下まい「Overnight Sensation」
  - 葉山空美「ever green」
  - 山田紗耶香「Pandra’s Box」
  - 斉藤利恵「HAPPY DANCE」
  - 長谷川恵美「Strawberry Love」「胸の奥のRevolution」、アルバム「My self」ほか